# Вепри суицида
«Вепри суицида» (в титрах «Вепри суицыда») — экспериментальный фильм режиссёра Евгения Юфита, снятый в 1988 году.
Фильм состоит из двух сюжетов, разделённых кадрами документальной хроники с летящими самолётами и физкультурным парадом. В первом сюжете главный герой добровольно подвергается обливанию кипятком, во втором — происходит убийство с помощью предмета, напоминающего трезубец.
Работа носит антимилитаристический характер.